# Fraser (Colorado)
Fraser és una població dels Estats Units a l'estat de Colorado. Segons el cens del 2000 tenia 910 habitants.

## Demografia
Segons el cens del 2000, Fraser tenia 910 habitants, 410 habitatges, i 191 famílies. La densitat de població era de 189,9 habitants per km².
Dels 410 habitatges en un 25,1% hi vivien nens de menys de 18 anys, en un 33,2% hi vivien parelles casades, en un 9% dones solteres, i en un 53,2% no eren unitats familiars. En el 27,6% dels habitatges hi vivien persones soles el 3,2% de les quals corresponia a persones de 65 anys o més que vivien soles. El nombre mitjà de persones vivint en cada habitatge era de 2,21 i el nombre mitjà de persones que vivien en cada família era de 2,71.
Per edats la població es repartia de la següent manera: un 17,9% tenia menys de 18 anys, un 14,2% entre 18 i 24, un 46,2% entre 25 i 44, un 18% de 45 a 60 i un 3,7% 65 anys o més.
L'edat mediana era de 31 anys. Per cada 100 dones de 18 o més anys hi havia 130,6 homes.
La renda mediana per habitatge era de 38.173 $ i la renda mediana per família de 39.643 $. Els homes tenien una renda mediana de 29.583 $ mentre que les dones 26.346 $. La renda per capita de la població era de 20.628 $. Entorn de l'11,1% de les famílies i el 8,8% de la població estaven per davall del llindar de pobresa.

## Poblacions més properes
El següent diagrama mostra les poblacions més properes.